# 維爾德巴赫河 (希爾施巴赫河支流)
47°30′04″N 10°22′22″E / 47.5012°N 10.3728°E

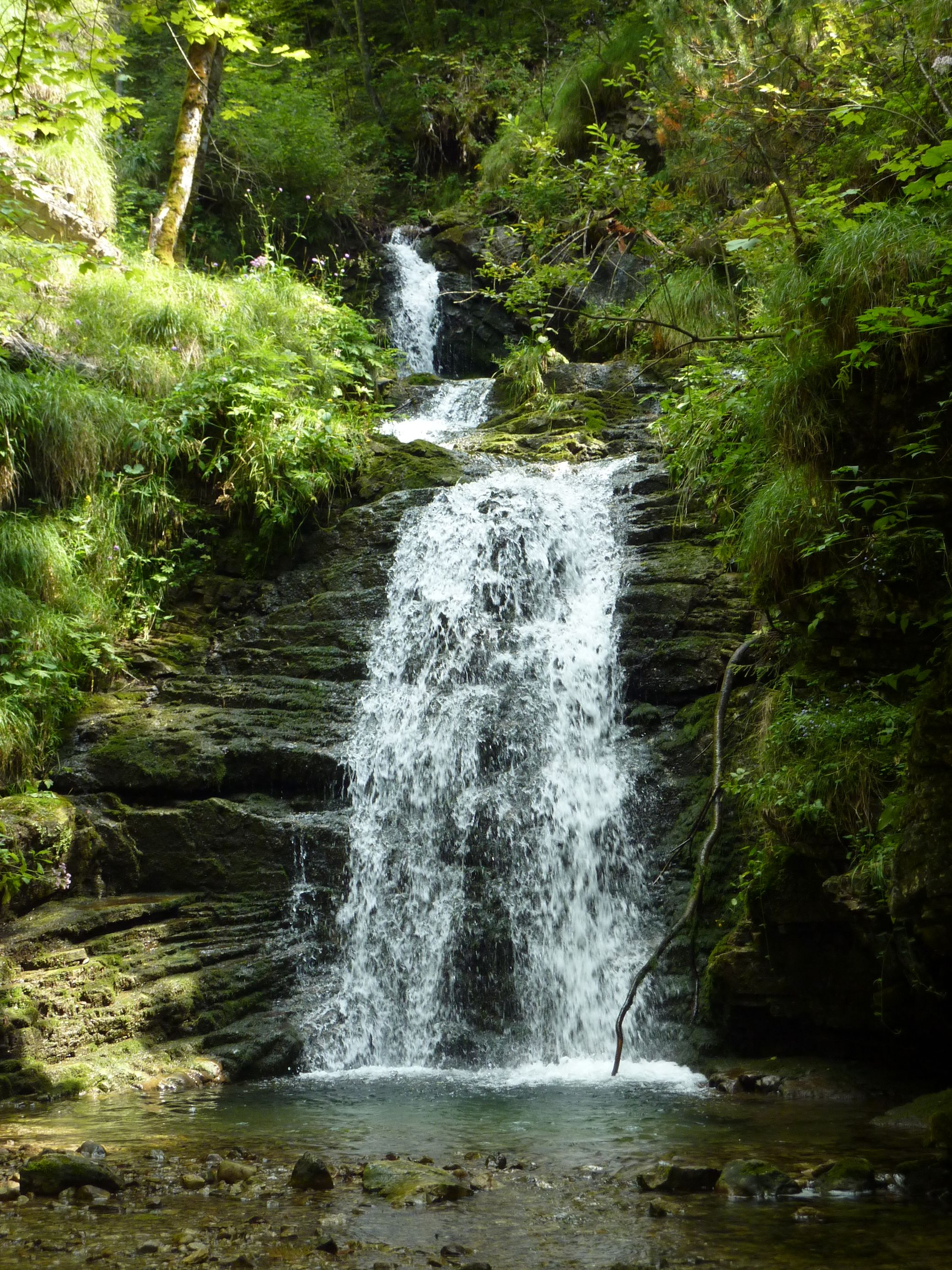

維爾德巴赫河是德國的河流，位於該國東南部，由巴伐利亞負責管轄，屬於希爾施巴赫河的支流，河道全長6.2公里，流經上阿爾高縣。